# Regierung Andrij Brodij
Die Regierung Andrij Brodij, geführt vom Ministerpräsidenten Andrij Brodij (ukrainisch Андрій Бродій, tschechisch Andrej Bródy), war die erste Regierung der Karpatenukraine, des autonomen Teilstaates der Tschecho-Slowakei 1938–1939. Sie befand sich vom 11. Oktober 1938 bis 26. Oktober 1938 im Amt. Sie wurde durch die Regierung Awgustyn Woloschyn I abgelöst.

## Regierungsbildung
Nach der Besetzung des Sudetenlandes infolge des Münchner Abkommens wurde die Tschechoslowakei teilweise  föderalisiert – die Landesteile, die autonom wurden (Slowakei und Karpatenukraine), erhielten jeweils eine eigene Regierung und der Staatsname wurde in „Tschecho-Slowakei“ geändert. In den insgesamt nur drei Sitzungen des Kabinetts wurden primär interne Probleme, Zuständigkeiten der Ministerien und die Bekämpfung von polnischen und ungarischen bewaffneten Gruppen.
Brodijs Regierung wurde durch die tschecho-slowakische Zentralregierung in Prag eingesetzt, bald darauf jedoch als proungarisch wieder aufgelöst, Brodij selber wurde verhaftet und später verurteilt. Nach Fürsprache deutscher diplomatischer Kreise in Prag wurde sie durch die erste Regierung Woloschyns ersetzt.

## Regierungszusammensetzung
Die Minister (und Regierungsmitglieder) befanden sich während der gesamten regulären Amtsperiode im Amt (vom 11. Oktober 1938 bis 26. Oktober 1938) wenn nicht anders angegeben.
- Ministerpräsident: Andrij Brodij
- Schulminister: Andrij Brodij
- Innenminister: Edmund Batschinskij
- Verkehrsminister: Julijan Rewaj
- Wirtschaftsminister (bevollmächtigt): Stepan Fencik
- Regierungssekretär (für Gesundheit und Soziales): Awgustyn Woloschyn
- Regierungssekretär (für Justiz): Iwan Pjeschtschak